# 朱喉唐纳雀
朱喉唐纳雀（学名：Compsothraupis loricata）是雀形目唐纳雀科的一种鸟类，属于单型的朱喉唐纳雀属（学名：Compsothraupis）。
朱喉唐纳雀体重约72.49克，翼长约11.42厘米，喙宽度约6毫米，喙厚度约8.5毫米，嘴峰长约22.7毫米，跗蹠长约22.5毫米，尾长约79.7毫米。
朱喉唐纳雀是留鸟，栖息在森林，它们是食肉动物，主要以昆虫、蜘蛛等陆生无脊椎动物为食。它们分布在巴西东部。